# Camboinhas
Camboinhas é um bairro nobre de classe média alta localizado na  Região Oceânica da cidade de Niterói, no estado do Rio de Janeiro, no Brasil.

## Localização
Camboinhas localiza-se em parte às margens da Lagoa de Itaipu e em contato com o Oceano Atlântico, limitando-se também com Piratininga e Itaipu.

## História

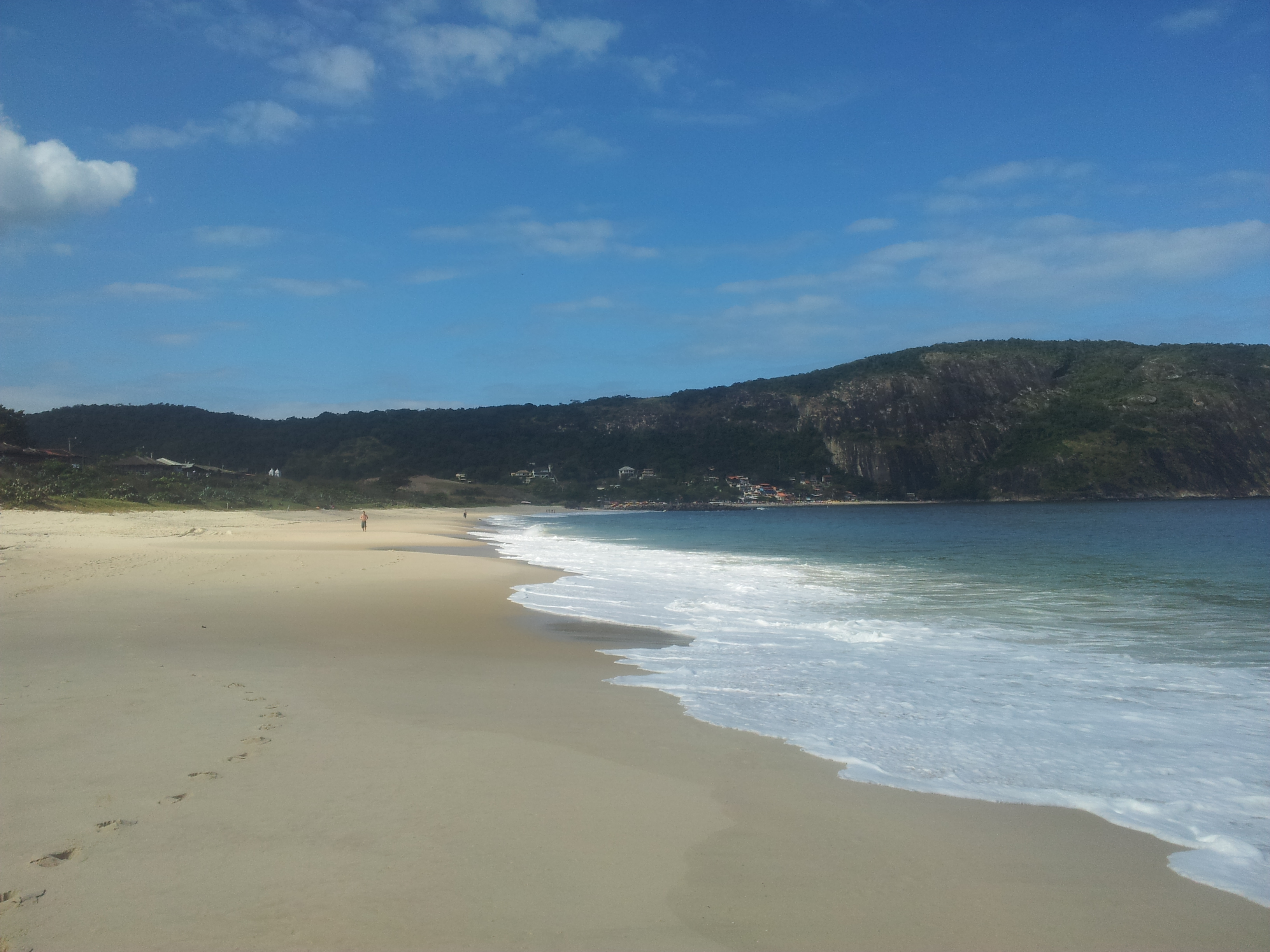
Praia de Camboinhas

O nome do bairro tem origem em um acidente naval ocorrido em maio de 1958.  Naquela ocasião, um cargueiro chamado Camboinhas proveniente da Argentina encalhou na praia de Itaipu. A marinha brasileira mandou a corveta Angostura para tentar desencalhar o Camboinhas, mas a corveta se aproximou demais da praia e também foi jogada contra a areia. Quase um mês depois, puxada por três rebocadores de alto mar (Tritão, Triunfo e Tridente), além de duas outras corvetas (Imperial Marinheiro e Solimões) e com a ajuda da preamar, a Angostura foi desencalhada, mas o Camboinhas não teve solução e foi desmontado no local. Ainda hoje, os restos do casco do Camboinhas podem ser vistos durante a maré baixa. Devido a esse fato, esse trecho da praia de Itaipu passou a ser chamado de praia de Camboinhas.
O bairro tem costa tanto na lagoa de Itaipu como no oceano Atlântico e era, originariamente, habitado por pescadores até o ano de 1978, quando a empresa Veplan começou a lotear a área para fins de investimento imobiliário. No período compreendido entre os anos de 1980 e 1991, o bairro experimentou crescimento populacional anual da ordem de 14,84%, liderando as estatísticas da cidade neste quesito.  Consequentemente, a população do bairro atingira 926 pessoas em 1991 (0,21% da população total do município).
Em sua costa atlântica, a área é marcada por vegetação de restinga. Em termos de ocupação, a região é dominada predominantemente pelas classes média e alta, sendo que 95,51% das residências contam com coleta de esgoto (um dos índices mais avançados do país) e água encanada.

## Praia
É uma extensão da praia de Itaipu: até o final da década de 1970, as duas praias eram unidas, somente vindo a ser separadas com a criação do Canal de Itaipu, que passou a ligar a Lagoa de Itaipu ao mar. A orla é repleta de quiosques especializados em frutos do mar e em petiscos, servidos em mesas à beira-mar. É mais frequentada nos finais de semana.
A praia está localizada em frente a três ilhas: Ilha da Menina Emily, Ilha da Mãe (conhecida pelos moradores locais como Ilha da Aimy)  e Ilha do Pai.

## Indígenas
Na extremidade leste da praia de Camboinhas, entre a praia e a lagoa de Itaipu, se localizou, entre 2008 e 2013, a aldeia guarani Tekoá Itarypú (posteriormente, renomeada como Tekoá Mboy-ty). Nesse ano, a tribo se transferiu para o município vizinho de Maricá.